# Сорочинская ярмарка (повесть)
«Соро́чинская я́рмарка» — повесть Н. В. Гоголя, действие которой разворачивается на родине писателя, в селе Великие Сорочинцы Миргородского района Полтавской области. Входит в сборник «Вечера на хуторе близ Диканьки», первую книгу автора. В повести Гоголем широко использованы мотивы славянского фольклора, а также украинская литература.

## Сюжет
Крестьянин Солопий Черевик вместе с красавицей-дочкой Параской и сварливой женой Хавроньей (мачехой Параски) прибывает на Сорочинскую ярмарку, чтобы продать десяток мешков пшеницы и старую лошадь. Им встречается Грицко — парубок (парень), который влюбляется в Параску, но тут же ссорится с её мачехой. Он сватается к Параске, Солопий не против отдать за него дочку, но Хавронья яростно возражает — и свадьба отменяется. Тогда Грицко обращается к цыгану, который обещает свадьбу всё-таки устроить.
Тем временем посетители ярмарки обеспокоены тем, что место ярмарки проклято, и опасаются появления красной свитки (кафтана). Кум Солопия рассказывает тому, в чём дело. Когда-то изгнанный из ада чёрт, пьянствовавший в местном шинке (корчме), поиздержался и вынужден был заложить хозяину заведения свой кафтан. Через год, явившись выкупить заклад, чёрт узнаёт, что кафтан уже продан. Чёрт, наказав шинкаря, отправляется разыскивать пропажу. Но тот уже много раз переходил из рук в руки, принося несчастья владельцам, пока наконец не был изрублен в куски и раскидан по Сорочинской ярмарке. Теперь чёрт бродит по ярмарке в поисках этих кусков — ему осталось найти только левый рукав. Под утро происходит переполох — в окно хаты, где спят Солопий Черевик и Хавронья, вламывается свиная морда. С криком «Чёрт, чёрт!» и горшком вместо шапки на голове Солопий бежит вон из дома.
Наутро Солопию нужно идти продавать лошадь. Во время умывания ему под руку подворачивается красный обшлаг свитки, что не сулит ничего хорошего. По дороге на ярмарку Солопий встречает цыгана, а лошадь загадочно исчезает, оставив в руках у Солопия лишь уздечку и красный рукав свитки. Солопий в ужасе кидается бежать, но его ловят местные, обвинив… в краже лошади у Черевика.

— Господь с вами! за что вы меня вяжете?
— Он же и спрашивает! А за что ты украл кобылу у приезжего мужика, Черевика?
— С ума спятили вы, хлопцы! Где видано, чтобы человек сам у себя крал что-нибудь?— Глава XI
К сидящему в сарае Солопию приходит Грицко и обещает того вызволить, если Солопий сосватает-таки ему Параску. Тот соглашается. Грицко встречается с цыганом и подтверждает, что всё произошло по плану. Повесть заканчивается пространным описанием народной свадьбы.

## История публикации
Напечатана впервые в 1831 году в первой книжке «Вечеров на хуторе близ Диканьки». Повесть вчерне была написана в начале 1830 года, а завершена в 1831 году. Рукопись состоит из четырёх отдельных листов серой писчей бумаги (16 страниц), целиком заполненных автографическим текстом (чернила). Заглавие и дата внизу текста («1829») помечены карандашом чужой рукой.
Модест Мусоргский написал на сюжет повести одноимённую оперу.

## Экранизации
- 1938 — Сорочинская ярмарка (режиссёр Николай Экк)
- 2004 — Сорочинская ярмарка (режиссёр Семён Горов)
- 2017 — Гоголь. Начало (режиссёр Егор Баранов)